# Campeonato Mundial de Ginástica Artística - Equipes femininas
Os eventos femininos no Campeonato Mundial de Ginástica Artística foram realizados pela primeira vez em 1934 no 10º Campeonato Mundial. Apenas os eventos de individual geral e por equipes foram realizados. Em 1950, no 12º Campeonato Mundial, foram adicionadas as demais provas de aparelhos. Não foi realizado em 1992, 1993, 1996, 2002, 2005, 2009, 2013, 2017 e 2021. Em 1994, foi realizado um campeonato separado por equipes, além do campeonato de eventos individuais. Este foi o único ano em que tal separação foi feita.
Três medalhas são concedidas: ouro para o primeiro lugar, prata para o segundo lugar e bronze para o terceiro lugar. Os métodos de desempate não foram usados em todos os anos. Em caso de empate entre dois ginastas, ambos os nomes são listados, e a posição seguinte (segundo por empate para o primeiro, terceiro por empate para o segundo) fica em branco porque não foi concedida medalha para aquela posição. Se três ginastas empatarem em uma posição, as duas posições seguintes ficam vazias.

## Medalhistas
Números em negrito entre parênteses denota o número recorde de vitórias. Os nomes com asterisco (*) denotam os reservas da equipe que também receberam medalhas.
| Ano            | Local                                         | Ouro | Prata | Bronze |
| -------------- | --------------------------------------------- | --- | --- | --- |
| 1934           | Budapeste                                     | Tchecoslováquia · Maria Bajerová · Vlasta Děkanová · Vlasta Foltová · Eleonora Hajková · Vlasta Jarusková · Zdeňka Veřmiřovská                                      | Hungria · Lenke Balkanyi · Judit Gamauf-Tóth · Anna Kael · Margit Kalocsai · Mária Munkácsi · Jenőné Varga                                                                       | Polônia · Helena Dylewska · Irena Mikulska · Zofia Pawlowska · Klara Sierońska · Janina Skirlińska · Erna Szymowa                                                 |
| 1938           | Praga                                         | Tchecoslováquia · Maria Bajerová · Vlasta Děkanová · Božena Dobešová · Vlasta Foltová · Eleonora Hajková · Vlasta Jarusková · Matylda Pálfyová · Zdeňka Veřmiřovská | Iugoslávia · Anica Haffner · Elca Kovačič · Marta Podpac · Marta Pustišek · Dušica Radivojević · Lidija Rupnik · Milena Sket · Jelica Vazzaz                                     | Polônia · Janina Luczynska · Marta Majowska · Wiesława Noskiewicz · Matylda Ossadnik · Janina Skirlińska · Urszula Stępińska · Urszula Wazs · Julia Wojciechowska |
| 1942 e 1946    | Não realizado devido à Segunda Guerra Mundial | Não realizado devido à Segunda Guerra Mundial | Não realizado devido à Segunda Guerra Mundial | Não realizado devido à Segunda Guerra Mundial |
| 1950           | Basileia                                      | Suécia · Evy Berggren · Vanja Blomberg · Karin Lindberg · Gunnel Ljungström · Hjördis Nordin · Ann-Sofi Pettersson · Göta Pettersson · Ingrid Sandahl               | França · Ginette Durand · Colette Hué · Madeleine Jouffroy · Alexandra Lemoine · Liliane Montagne · Christine Palau · Irène Pittelioen · Jeanette Vogelbacher                    | Itália · Renata Bianchi · Licia Macchini · Laura Micheli · Anna Monlarini · Marja Nutti · Elena Santoni · Liliana Scaricabarozzi · Lilia Torriani                 |
| 1954           | Roma                                          | União Soviética · Nina Bocharova · Pelageya Danilova · Larisa Diriy · Maria Gorokhovskaya · Tamara Manina · Sofia Muratova · Galina Rudko · Galina Sharabidze       | Hungria · Éva Banati · Ilona Bánhegyi Milanovits · Irén Daruházi-Karcsics · Erzsébet Gulyás-Köteles · Ágnes Keleti · Alice Kertész · Olga Lemhényi-Tass · Edit Perényi-Weckinger | Tchecoslováquia · Eva Bosáková · Miroslava Brdíčková · Alena Chadimová · Věra Drazdíková · Zdena Lišková · Anna Marejková · Alena Reichová · Věra Vančurová       |
| 1958           | Moscou                                        | União Soviética · Polina Astakhova · Raisa Borisova · Lidiya Kalinina · Larisa Latynina · Tamara Manina · Sofia Muratova                                            | Tchecoslováquia · Eva Bosáková · Věra Čáslavská · Anna Marejková · Matylda Matoušková · Ludmila Švédová · Adolfína Tkačíková                                                     | Roménia · Atanasia Ionescu · Sonia Iovan · Elena Leușteanu · Elena Mărgărit · Elena Săcălici · Emilia Vătășoiu                                                    |
| 1962           | Praga                                         | União Soviética · Polina Astakhova · Lidiya Ivanova · Larisa Latynina · Tamara Manina · Sofia Muratova · Irina Pervushina                                           | Tchecoslováquia · Eva Bosáková · Věra Čáslavská · Libuše Cmíralová · Hana Růžičková · Ludmila Švédová · Adolfína Tkačíková                                                       | Japão · Ginko Abukawa · Keiko Ikeda · Taniko Nakamura · Kiyoko Ono · Toshiko Shirasu · Hiroko Tsuji                                                               |
| 1966           | Dortmund                                      | Tchecoslováquia · Věra Čáslavská · Jindra Košťálová · Marianna Krajčírová · Jana Kubičková · Bohumila Řimnáčová · Jaroslava Sedláčková                              | União Soviética · Polina Astakhova · Zinaida Druzhinina · Olga Kharlova · Natalia Kuchinskaya · Larisa Latynina · Larisa Petrik                                                  | Japão · Yasuko Furuyama · Keiko Ikeda · Hiroko Ikenada · Mitsuko Kandori · Taniko Mitsukuri · Taki Shibuya                                                        |
| 1970           | Liubliana                                     | União Soviética · Lyubov Burda · Olga Karasyova · Tamara Lazakovich · Larisa Petrik · Ludmilla Tourischeva · Zinaida Voronina                                       | Alemanha Oriental · Angelika Hellmann · Karin Janz · Marianne Noack · Richarda Schmeißer · Christine Schmitt · Erika Zuchold                                                     | Tchecoslováquia · Soňa Brázdová · Ľubica Krásna · Hana Lišková · Marianna Némethová-Krajčírová · Bohumila Řimnáčová · Marcela Váchová                             |
| 1974           | Varna                                         | União Soviética · Nina Dronova · Nellie Kim · Olga Korbut · Elvira Saadi · Rusudan Sikharulidze · Ludmilla Tourischeva                                              | Alemanha Oriental · Irene Abel · Heike Gerisch · Angelika Hellmann · Bärbel Röhrich · Richarda Schmeißer · Annelore Zinke                                                        | Hungria · Ágnes Bánfai · Mónika Császár · Márta Egervári · Zsuzsa Matulai · Krisztina Medveczky · Zsuzsa Nagy                                                     |
| 1978           | Estrasburgo                                   | União Soviética · Svetlana Agapova · Tatiana Arzhannikova · Maria Filatova · Nellie Kim · Elena Mukhina · Natalia Shaposhnikova                                     | Roménia · Nadia Comăneci · Emilia Eberle · Anca Grigoraș · Marilena Neacșu · Teodora Ungureanu · Marilena Vlădărău                                                               | Alemanha Oriental · Silvia Hindorff · Steffi Kräker · Heike Kunhardt · Karola Sube · Birgit Süß · Ute Wittwer                                                     |
| 1979           | Fort Worth                                    | Roménia · Nadia Comăneci · Rodica Dunca · Emilia Eberle · Melita Ruhn · Dumitrița Turner · Marilena Vlădărău                                                        | União Soviética · Maria Filatova · Nellie Kim · Yelena Naimushina · Natalia Shaposhnikova · Natalia Tereschenko · Stella Zakharova                                               | Alemanha Oriental · Maxi Gnauck · Regina Grabolle · Silvia Hindorff · Steffi Kräker · Katharina Rensch · Karola Sube                                              |
| 1981           | Moscou                                        | União Soviética · Olga Bicherova · Yelena Davydova · Maria Filatova · Natalia Ilienko · Elena Polevaya · Stella Zakharova                                           | China · Chen Yongyan · Li Cuiling · Ma Yanhong · Wen Jia · Wu Jiani · Zhu Zheng                                                                                                  | Alemanha Oriental · Maxi Gnauck · Kerstin Jacobs · Steffi Kräker · Annett Lindner · Birgit Senff · Franka Voigt                                                   |
| 1983           | Budapeste                                     | União Soviética · Olga Bicherova · Tatiana Frolova · Natalia Ilienko · Olga Mostepanova · Albina Shishova · Natalia Yurchenko                                       | Roménia · Lavinia Agache · Mirela Barbălată · Laura Cutina · Simona Renciu · Ecaterina Szabo · Mihaela Stănuleț                                                                  | Alemanha Oriental · Gabriele Fähnrich · Maxi Gnauck · Astrid Heese · Diana Morawe · Silvia Rau · Bettina Schieferdecker                                           |
| 1985           | Montreal                                      | União Soviética · Irina Baraksanova · Vera Kolesnikova · Olga Mostepanova · Oksana Omelianchik · Yelena Shushunova · Natalia Yurchenko                              | Roménia · Laura Cutina · Eugenia Golea · Celestina Popa · Daniela Silivaș · Ecaterina Szabo · Camelia Voinea                                                                     | Alemanha Oriental · Gabriele Fähnrich · Jana Fuhrmann · Martina Jentsch · Dagmar Kersten · Ulrike Klotz · Jana Vogel                                              |
| 1987           | Rotterdam                                     | Roménia · Aurelia Dobre · Eugenia Golea · Celestina Popa · Daniela Silivaș · Ecaterina Szabo · Camelia Voinea                                                       | União Soviética · Svetlana Baitova · Svetlana Boginskaya · Elena Gurova · Oksana Omelianchik · Yelena Shushunova · Tatiana Tuzhikova                                             | Alemanha Oriental · Gabriele Fähnrich · Astrid Heese · Martina Jentsch · Ulrike Klotz · Klaudia Rapp · Dörte Thümmler                                             |
| 1989           | Stuttgart                                     | União Soviética · Svetlana Baitova · Svetlana Boginskaya · Olesya Dudnik · Natalia Lashchenova · Elena Sazonenkova · Olga Strazheva                                 | Roménia · Cristina Bontaș · Aurelia Dobre · Lăcrămioara Filip · Eugenia Popa · Gabriela Potorac · Daniela Silivaș                                                                | China · Chen Cuiting · Fan Di · Li Yan · Ma Ying · Wang Wenjing · Yang Bo                                                                                         |
| 1991           | Indianápolis                                  | União Soviética (11) · Svetlana Boginskaya · Oksana Chusovitina · Rozalia Galiyeva · Tatiana Gutsu · Natalia Kalinina · Tatiana Lysenko                             | Estados Unidos · Michelle Campi · Hilary Grivich · Shannon Miller · Betty Okino · Kerri Strug · Kim Zmeskal                                                                      | Roménia · Cristina Bontaș · Vanda Hădărean · Lavinia Miloșovici · Maria Neculiță · Mirela Pașca · Eugenia Popa                                                    |
| 1992           | Paris                                         | Nenhum evento de equipes realizado | Nenhum evento de equipes realizado | Nenhum evento de equipes realizado |
| 1993           | Birmingham                                    | Nenhum evento de equipes realizado | Nenhum evento de equipes realizado | Nenhum evento de equipes realizado |
| 1994 (Equipes) | Dortmund                                      | Roménia · Simona Amânar · Gina Gogean · Nadia Hațegan · Ionela Loaieș · Daniela Mărănducă · Lavinia Miloșovici · Claudia Presăcan                                   | Estados Unidos · Amanda Borden · Amy Chow · Dominique Dawes · Larissa Fontaine · Shannon Miller · Jaycie Phelps · Kerri Strug                                                    | Rússia · Oksana Fabrichnova · Elena Grosheva · Natalia Ivanova · Svetlana Khorkina · Dina Kochetkova · Elena Lebedeva · Evgenia Roschina                          |
| 1995           | Sabae                                         | Roménia · Simona Amânar · Andreea Cacovean · Gina Gogean · Nadia Hațegan · Alexandra Marinescu · Lavinia Miloșovici · Claudia Presăcan                              | China · Ji Liya · Liu Xuan · Mao Yanling · Meng Fei · Mo Huilan · Qiao Ya · Ye Linlin                                                                                            | Estados Unidos · Mary Beth Arnold · Theresa Kulikowski · Shannon Miller · Dominique Moceanu · Jaycie Phelps · Kerri Strug · Donielle Thompson                     |
| 1996           | San Juan                                      | Nenhum evento de equipes realizado | Nenhum evento de equipes realizado | Nenhum evento de equipes realizado |
| 1997           | Lausana                                       | Roménia · Simona Amânar · Gina Gogean · Alexandra Marinescu · Claudia Presăcan · Mirela Țugurlan · Corina Ungureanu                                                 | Rússia · Svetlana Bakhtina · Elena Dolgopolova · Elena Grosheva · Svetlana Khorkina · Yevgeniya Kuznetsova · Yelena Produnova                                                    | China · Bi Wenjing · Kui Yuanyuan · Liu Xuan · Meng Fei · Mo Huilan · Zhou Duan                                                                                   |
| 1999           | Tianjin                                       | Roménia · Simona Amânar (4) · Loredana Boboc · Andreea Isărescu · Maria Olaru · Andreea Răducan · Corina Ungureanu                                                  | Rússia · Svetlana Khorkina · Anna Kovaliova · Yevgeniya Kuznetsova · Yekaterina Lobaznyuk · Yelena Produnova · Elena Zamolodchikova                                              | Ucrânia · Nataliya Horodny · Viktoria Karpenko · Olha Rozshchupkina · Inga Shkarupa · Olha Teslenko · Tetiana Yarosh                                              |
| 2001           | Gante                                         | Roménia · Loredana Boboc · Sabina Cojocar · Carmen Ionescu · Andreea Răducan · Silvia Stroescu · Andreea Ulmeanu                                                    | Rússia · Ludmila Ezhova · Svetlana Khorkina · Elena Zamolodchikova · Maria Zasypkina · Natalia Ziganshina ·                                                                      | Estados Unidos · Mohini Bhardwaj · Katie Heenan · Ashley Miles · Tasha Schwikert · Rachel Tidd · Tabitha Yim                                                      |
| 2002           | Debrecen                                      | Nenhum evento de equipes realizado | Nenhum evento de equipes realizado | Nenhum evento de equipes realizado |
| 2003           | Anaheim                                       | Estados Unidos · Terin Humphrey · Courtney Kupets · Chellsie Memmel · Carly Patterson · Tasha Schwikert · Hollie Vise                                               | Roménia · Oana Ban · Alexandra Eremia · Florica Leonida · Aura Andreea Munteanu · Cătălina Ponor · Monica Roșu                                                                   | Austrália · Belinda Archer · Jacqui Dunn · Danielle Kelly · Stephanie Moorhouse · Monette Russo · Allana Slater                                                   |
| 2005           | Melbourne                                     | Nenhum evento de equipes realizado | Nenhum evento de equipes realizado | Nenhum evento de equipes realizado |
| 2006           | Aarhus                                        | China · Cheng Fei · He Ning · Li Ya · Pang Panpan · Zhang Nan · Zhou Zhuoru                                                                                         | Estados Unidos · Jana Bieger · Natasha Kelley · Nastia Liukin · Chellsie Memmel · Ashley Priess · Alicia Sacramone                                                               | Rússia · Anna Grudko · Svetlana Klyukina · Polina Miller · Anna Pavlova · Kristina Pravdina · Elena Zamolodchikova                                                |
| 2007           | Stuttgart                                     | Estados Unidos · Ivana Hong · Shawn Johnson · Nastia Liukin · Samantha Peszek · Alicia Sacramone · Shayla Worley                                                    | China · Cheng Fei · He Ning · Jiang Yuyuan · Li Shanshan · Xiao Sha · Yang Yilin                                                                                                 | Roménia · Daniela Druncea · Andreea Grigore · Sandra Izbașa · Steliana Nistor · Cerasela Pătrașcu · Cătălina Ponor                                                |
| 2009           | Londres                                       | Nenhum evento de equipes realizado | Nenhum evento de equipes realizado | Nenhum evento de equipes realizado |
| 2010           | Rotterdam                                     | Rússia · Ksenia Afanasyeva · Anna Dementyeva · Ekaterina Kurbatova · Aliya Mustafina · Tatiana Nabieva · Ksenia Semenova                                            | Estados Unidos · Rebecca Bross · Mackenzie Caquatto · Mattie Larson · Aly Raisman · Alicia Sacramone · Bridget Sloan                                                             | China · Deng Linlin · He Kexin · Huang Qiushuang · Jiang Yuyuan · Sui Lu · Yang Yilin                                                                             |
| 2011           | Tóquio                                        | Estados Unidos · Gabby Douglas · McKayla Maroney · Aly Raisman · Alicia Sacramone · Sabrina Vega · Jordyn Wieber                                                    | Rússia · Ksenia Afanasyeva · Yulia Belokobylskaya · Anna Dementyeva · Yulia Inshina · Viktoria Komova · Tatiana Nabieva                                                          | China · He Kexin · Huang Qiushuang · Jiang Yuyuan · Sui Lu · Tan Sixin · Yao Jinnan                                                                               |
| 2013           | Antuérpia                                     | Nenhum evento de equipes realizado | Nenhum evento de equipes realizado | Nenhum evento de equipes realizado |
| 2014           | Nanning                                       | Estados Unidos · Alyssa Baumann · Simone Biles · Madison Desch* · Madison Kocian · Ashton Locklear · Kyla Ross · MyKayla Skinner                                    | China · Bai Yawen · Chen Siyi · Huang Huidan · Shang Chunsong · Tan Jiaxin · Xie Yufen* · Yao Jinnan                                                                             | Rússia · Polina Fedorova* · Maria Kharenkova · Ekaterina Kramarenko · Aliya Mustafina · Tatiana Nabieva · Alla Sosnitskaya · Daria Spiridonova                    |
| 2015           | Glasgow                                       | Estados Unidos · Simone Biles · Gabby Douglas · Brenna Dowell · Madison Kocian · Maggie Nichols · Aly Raisman · MyKayla Skinner*                                    | China · Chen Siyi · Fan Yilin · Mao Yi · Shang Chunsong · Tan Jiaxin · Wang Yan · Zhu Xiaofang*                                                                                  | Grã-Bretanha · Becky Downie · Ellie Downie · Charlie Fellows* · Claudia Fragapane · Ruby Harrold · Kelly Simm · Amy Tinkler                                       |
| 2017           | Montreal                                      | Nenhum evento de equipes realizado | Nenhum evento de equipes realizado | Nenhum evento de equipes realizado |
| 2018           | Doha                                          | Estados Unidos · Simone Biles · Kara Eaker · Morgan Hurd · Grace McCallum · Riley McCusker · Ragan Smith*                                                           | Rússia · Lilia Akhaimova · Irina Alexeeva · Angelina Melnikova · Aliya Mustafina · Angelina Simakova · Daria Spiridonova*                                                        | China · Chen Yile · Du Siyu* · Liu Jinru · Liu Tingting · Luo Huan · Zhang Jin                                                                                    |
| 2019           | Stuttgart                                     | Estados Unidos · Simone Biles (4) · Jade Carey · Kara Eaker · Sunisa Lee · Grace McCallum · MyKayla Skinner*                                                        | Rússia · Anastasia Agafonova · Lilia Akhaimova · Angelina Melnikova · Maria Paseka* · Aleksandra Shchekoldina · Daria Spiridonova                                                | Itália · Desiree Carofiglio · Alice D'Amato · Asia D'Amato · Elisa Iorio · Martina Maggio* · Giorgia Villa                                                        |
| 2021           | Kitakyushu                                    | Nenhum evento de equipes realizado | Nenhum evento de equipes realizado | Nenhum evento de equipes realizado |
| 2022           | Liverpool                                     | Estados Unidos · Skye Blakely · Jade Carey · Jordan Chiles · Shilese Jones · Leanne Wong · Lexi Zeiss*                                                              | Grã-Bretanha · Ondine Achampong · Georgia-Mae Fenton · Jennifer Gadirova · Jessica Gadirova · Alice Kinsella · Poppy-Grace Stickler*                                             | Canadá · Ellie Black · Laurie Denommée · Shallon Olsen* · Denelle Pedrick · Emma Spence · Sydney Turner                                                           |

## Quadro de medalhas geral
Última atualização após o Campeonato Mundial de 2022.
| Pos.                | País                | Ouro | Prata | Bronze | Total |
| ------------------- | ------------------- | ---- | ----- | ------ | ----- |
| 1                   | União Soviética     | 11   | 3     | 0      | 14    |
| 2                   | Estados Unidos      | 8    | 4     | 2      | 14    |
| 3                   | Roménia             | 7    | 5     | 3      | 15    |
| 4                   | Tchecoslováquia     | 3    | 2     | 2      | 7     |
| 5                   | Rússia              | 1    | 6     | 3      | 10    |
| 6                   | China               | 1    | 5     | 5      | 11    |
| 7                   | Suécia              | 1    | 0     | 0      | 1     |
| 8                   | Alemanha Oriental   | 0    | 2     | 6      | 8     |
| 9                   | Hungria             | 0    | 2     | 1      | 3     |
| 10                  | Grã-Bretanha        | 0    | 1     | 1      | 2     |
| 11                  | França              | 0    | 1     | 0      | 1     |
| 11                  | Iugoslávia          | 0    | 1     | 0      | 1     |
| 13                  | Itália              | 0    | 0     | 2      | 2     |
| 13                  | Japão               | 0    | 0     | 2      | 2     |
| 13                  | Polônia             | 0    | 0     | 2      | 2     |
| 16                  | Austrália           | 0    | 0     | 1      | 1     |
| 16                  | Canadá              | 0    | 0     | 1      | 1     |
| 16                  | Ucrânia             | 0    | 0     | 1      | 1     |
| Total (18 entradas) | Total (18 entradas) | 32   | 32    | 32     | 96    |